# Géographie des îles Féroé
Les îles Féroé, région autonome sous souveraineté danoise, constituent un archipel du Nord de l'Europe situé dans l'océan Atlantique presque à équidistance de l'Écosse et de l'Islande. Cet archipel offre 1 399 km2 de terres émergées et 1 117 km de côtes.
Les îles Féroé ont un été assez frais et un hiver relativement doux. Il y a beaucoup de brouillard et de vent tout au long de l'année. Les îles doivent ce climat au Gulf Stream ; sans celui-ci, les hivers seraient beaucoup plus froids.
Les îles sont très rocheuses et les falaises sont nombreuses et parmi les plus hautes du monde. Le point le plus bas est au niveau de la mer ; le plus haut est le Slættaratindur qui culmine à 882 mètres. La topographie de l'archipel rend la construction de routes difficile.
Il n'y a ni rivières ni lacs importants.
Ressources naturelles : poissons et baleines.

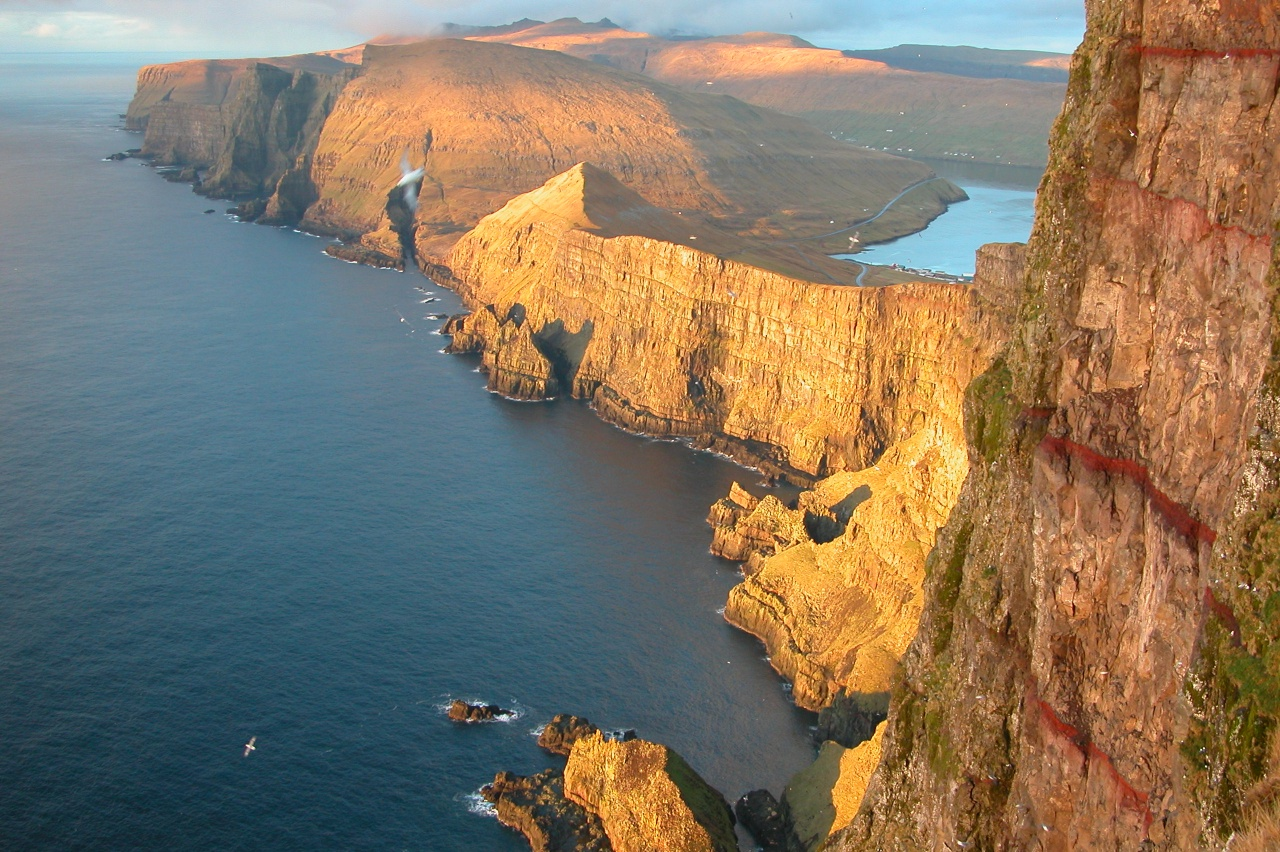
Vue de l'ouest de la côte de Suðuroy.